# Charles Lamarque
Pour les articles homonymes, voir Lamarque.
Pas d'image ? Cliquez ici

a Compétitions nationales et continentales officielles uniquement.

b Matchs officiels uniquement.
Charles Lamarque, né le 14 novembre 1908 à Villeneuve-de-Marsan et mort le 29 août 1986 à Mably, est un joueur français de rugby à XV et de rugby à XIII évoluant au poste d'ailier dans les années 1930 et 1940.
Natif de Villeneuve-de-Marsan, il évolue dans les années 1930 au club de l'Aviron bayonnais en rugby à XV avec succès puisqu'il remporte le Championnat de France en 1934, bien qu'il ne prend pas part à la finale. En 1936, il franchit ensuite le rubicon un an après l'arrivée du rugby à XIII en France en s'engageant au Côte basque et remportant la Coupe de France en 1936. Il ne reste qu'une année avant de rejoindre la grande équipe de Roanne remportant de nouveau la Coupe de France en 1938 puis le Championnat de France en 1939 aux côtés de Max Rousié, Jean Dauger et René Arotça. Parallèlement, ses performances l'amènent à côtoyer l'équipe de France et dispute une rencontre internationale le 1er janvier 1938 contre l'Australie. L'entrée de la France dans la guerre et l'interdiction du rugby à XIII en France l'amène à stopper sa carrière.
Dans la vie civile, il est entrepreneur en confections.

## Palmarès

### Rugby à XV
- Collectif : 
  - vainqueur du Championnat de France : 1934[2] (Bayonne).

#### En club
| Saison    | Saison           | Championnat           | Championnat | Coupe                    | Coupe        |
| Saison    | Saison           | Compétition           | Class.      | Comp.                    | Class.       |
| --------- | ---------------- | --------------------- | ----------- | ------------------------ | ------------ |
| 1931-1932 | Aviron bayonnais | Tournoi des quatorze  | 10e         |                          |              |
| 1932-1933 | Aviron bayonnais | Championnat de France | 1/2 finale  |                          |              |
| 1933-1934 | Aviron bayonnais | Championnat de France | Champion    | Challenge Yves du Manoir | 3e (poule B) |
| 1934-1935 | Aviron bayonnais | Championnat de France | 1/4 finale  | Challenge Yves du Manoir | 2e (poule A) |

### Rugby à XIII
- Collectif : 
  - vainqueur du Championnat de France : 1939 (Roanne) ;
  - vainqueur de la Coupe de France : 1936 (Côte basque) et 1938 (Roanne).

#### Détails en sélection
| Matchs internationaux de Charles Lamarque | Matchs internationaux de Charles Lamarque | Matchs internationaux de Charles Lamarque | Matchs internationaux de Charles Lamarque | Matchs internationaux de Charles Lamarque | Matchs internationaux de Charles Lamarque | Matchs internationaux de Charles Lamarque | Matchs internationaux de Charles Lamarque | Matchs internationaux de Charles Lamarque | Matchs internationaux de Charles Lamarque | Matchs internationaux de Charles Lamarque | Matchs internationaux de Charles Lamarque |
|                                           | Date                                      | Adversaire                                | Résultat                                  | Compétition                               | Poste                                     | Points                                    | Essais                                    | Pen.                                      | Drops                                     |                                           |                                           |
| ----------------------------------------- | ----------------------------------------- | ----------------------------------------- | ----------------------------------------- | ----------------------------------------- | ----------------------------------------- | ----------------------------------------- | ----------------------------------------- | ----------------------------------------- | ----------------------------------------- | ----------------------------------------- | ----------------------------------------- |
| sous les couleurs de la France            |                                           |                                           |                                           |                                           |                                           |                                           |                                           |                                           |                                           |                                           |                                           |
| 1.                                        | 1er janvier 1938                          | Australie                                 | 6-35                                      | Test-match                                | Ailier                                    | -                                         | -                                         | -                                         | -                                         |                                           |                                           |

#### Statistiques
| Saison    | Saison           | Championnat           | Championnat | Coupe           | Coupe      | Sélection | Sélection | Sélection | Sélection | Sélection | Sélection | Sélection |
| Saison    | Saison           | Comp.                 | Class.      | Comp.           | Class.     | Comp.     | M         | Pts       | Ess.      | Buts      | Dp.       |           |
| --------- | ---------------- | --------------------- | ----------- | --------------- | ---------- | --------- | --------- | --------- | --------- | --------- | --------- | --------- |
| 1935-1936 | Côte basque XIII | Championnat de France | 1/4 finale  | Coupe de France | Vainqueur  |           |           |           |           |           |           |           |
| 1936-1937 | R.C. Roanne      | Championnat de France | 1/2 finale  | Coupe de France | 1/4 finale |           |           |           |           |           |           |           |
| 1937-1938 | R.C. Roanne      | Championnat de France | Finaliste   | Coupe de France | Vainqueur  |           | 1         | -         | -         | -         | -         |           |
| 1938-1939 | R.C. Roanne      | Championnat de France | Vainqueur   | Coupe de France | 1/4 finale |           |           |           |           |           |           |           |